# Baile de debutantes
Le Bal des Débutantes, también llamado «Le Bal» y anteriormente conocido como «Ball Crillon», es un baile de debutantes y evento de moda que se celebra en París en noviembre. Cada año participan entre 20 y 25 debutantes de 16 a 22 años de diferentes países, acompañadas de sus padres y un número similar de chicos. En sus inicios, se trataba de un acto social. 

## Historia
El baile de debutantes tradicional empezó como un evento social, y se celebró por primera vez en la Orangerie del Palacio de Versailles el 10 de julio de 1958.  
En 1994, Ophélie Renouard organizó una versión moderna del baile que se planteó como un evento de moda por invitación.  De 1994 a 2012, se celebró cada año en el Hôtel de Crillon,  de donde viene el nombre alternativo «Bal Crillon». También se conoce simplemente como «Le Bal». 
En 2005, Forbes incluyó el evento en su lista de las diez mejores fiestas del mundo.
En 2013, Le Bal se celebró en el Automóvil Club de Francia; del 2014 al 2015, en el Palacio de Chaillot, con vistas a la Torre Eiffel.  En 2016 y 2017, el baile tuvo lugar en el hotel The Peninsula Paris, y en 2018, 2019 y 2022, en el hotel Shangri La de París.
Desde el principio del evento, se llevaron a cabo recaudaciones para organizaciones benéficas.  De 2009 a 2019, se hicieron contribuciones a Enfants d'Asie, una organización que promueve la escolarización y educación de niñas en el sudeste asiático. En 2022, se apoyó a la ARCFA (Association pour la Recherche en Cardiologie du Fœtus à l'Adulte) del hospital infantil Necker y a la World Central Kitchen. 

## Participantes
Para recibir una invitación de debutante hay que reunir requisitos de atractivo físico, inteligencia y contar con padres famosos. Las debutantes a menudo provienen de familias célebres en el mundo del entretenimiento, los negocios o la política.
Puesto que Le Bal es también un evento de alta costura, se espera una vestimenta a la altura de un desfile de moda y el equipo de Le Bal se esmera en encontrar los vestidos ideales para la ocasión. 
De 2000 a 2003, Le Bal aceptó como invitadas a las ganadoras de un concurso anual organizado por la revista francesa Jalouse. Para recibir la invitación y ser elegidas, tenían que enviar una solicitud.
Las participantes, en su mayoría, tienen que acostumbrarse a llevar ropa de alta costura y cambiar los habituales complementos de moda adolescente por «tacones, tiaras y vestidos de fiesta con un valor de hasta 30 000 £». 
En las entrevistas, las debutantes suelen mencionar la ilusión de llevar un vestido de alta costura, la vertiente benéfica del evento y la oportunidad de conocer a chicas de diferentes países.
Cada debutante es escoltada por un caballero. Puede ser cualquier joven de su elección, como un hermano, primo, amigo o novio, pero lo cierto es que casi la mitad de ellas, en particular las que proceden del extranjero, vienen sin caballero y delegan en los organizadores de Le Bal la tarea de encontrarlo. La organizadora, Renouard, ha declarado que elegir a los caballeros en función de la edad, el idioma, la estatura y quizá también sus orígenes, da unos resultados excelentes a la hora de formar las parejas.
Le Bal hace todo lo posible para que haya un máximo de dos francesas cada año. Muchas de las debutantes forman parte de la aristocracia europea, y no faltan princesas y duquesas . Ophélie Renouard dice que siente cierta inclinación por las italianas, ya que son las más sofisticadas.
Muchas otras son hijas de actores y magnates de la industria, como Ava Philippe, Jane Li, Annabel Yao, Stella Belmondo, True Whitaker, Ella Beatty, Viola Mikkelsen, Sophia-Rose Stallone, Scout LaRue, Ondine y Harper Peck o Natasha Connery . Las hay que son famosas por derecho propio: bailarinas, jóvenes prodigios... Hace unos años, asisitió Lauren Marbe, la hija de un taxista del Reino Unido cuyo coeficiente intelectual superaba al de Einstein, y en 2015, Olivia Hallisey, una estudiante de secundaria estadounidense que ganó el primer premio de la Feria de Ciencias de Google por inventar una prueba para detectar el virus del Ébola . En 2022, Eileen Gu asistió a Le Bal  después de ganar dos medallas de oro en los Juegos Olímpicos de Invierno de 2022 .
Le Bal ha contado con la participación de numerosas debutantes y caballeros de diferentes países de habla hispana:
- 1996: el príncipe Luís Alfonso de Borbón.
- 2000: el príncipe Luís Alfonso de Borbón, esta vez como caballero de Lauren Bush.
- 2004: la abogada e influencer española Julia Puig.
- 2005: la empresaria e influencer española Maria Juncadella Hohenlohe, hija de la princesa Cristina de Hohenlohe-Langenburg y del empresario José María Juncadella.
- 2007: la influencer española Cosima Ruiz de la Prada, hija de la diseñadora Ágatha Ruiz de la Prada y el periodista Pedro J. Ramírez, y la filipina Paloma Urquijo Zóbel de Ayala, de la familia fundadora de Ayala Corporation y del Premio Zóbel.
- 2009: la filipina Natalia Zóbel y la empresaria española Tatiana Shin Botín, nieta del banquero Emilio Botín.
- 2011: la española Guiomar Pérez de Guzmán de León, hija de los marqueses de Campillo.
- 2013: la filipina Mónica Urquijo Zóbel.
- 2019: la filipina Rocío Zóbel.

## Desarrollo del evento
Para las debutantes invitadas, que suelen ser hijas de familias célebres, el baile representa un primer contacto con el mundo de la alta costura y, para las casas de moda, supone una oportunidad de dar visibilidad a su marca.
Las jóvenes llevan vestidos de de alta costura de diseñadores europeos y de firmas extranjeras. La joyería, en cambio, es del mismo joyero para todas. Algunas casas de alta costura diseñan vestidos de baile ex profeso para el evento. En 2003, Carolina Herrera encargó del vestido de Diana Mellon, y en 2014 el diseñador danés Jesper Hovring hizo el de Viola Mikkelsen. En 2018, la marca de moda indofrancesa Lecoanet Hemant hizo un vestido para la princesa Ananya Raje Scindia de Gwalior. La hija de Jet Li, Jane Li, fue vestida por Dior en 2019.
En 2008, Clémence, hija del actor francés Jean Rochefort, debutó con un vestido de baile de Nina Ricci . Anna Cleveland van Ravenstein llevaba años como modelo de Chanel cuando «el tío Karl» Karl Lagerfeld la ayudó a elegir un vestido vintage para el baile.
El baile se celebra en sábado, pero los preparativos son una parte importante del evento e incluyen ir conociendo a las debutantes, sus familias y sus caballeros. 
La víspera del gran día, el viernes, las debutantes se reúnen por primera vez. A las nueve de la mañana comienzan las sesiones de maquillaje y peluquería: By Terry para el maquillaje y Alexandre de Paris para los peinados.  Después de esto, las debutantes se ponen los vestidos, guantes largos, zapatos,  y joyas, y hay sesiones de fotos individuales y grupales durante todo el día. El viernes por la noche, a los padres y caballeros de las chicas se les ofrece una clase de vals con dos profesores de baile. 
Del brazo de sus caballeros y por orden alfabético el periodista y autor Stéphane Bern presenta a las debutantes. Luego, se sirve la cena. Después de la cena, las debutantes con más tirón en los medios abren el baile, seguidas por todos los padres con sus hijas. 

### Baile de apertura

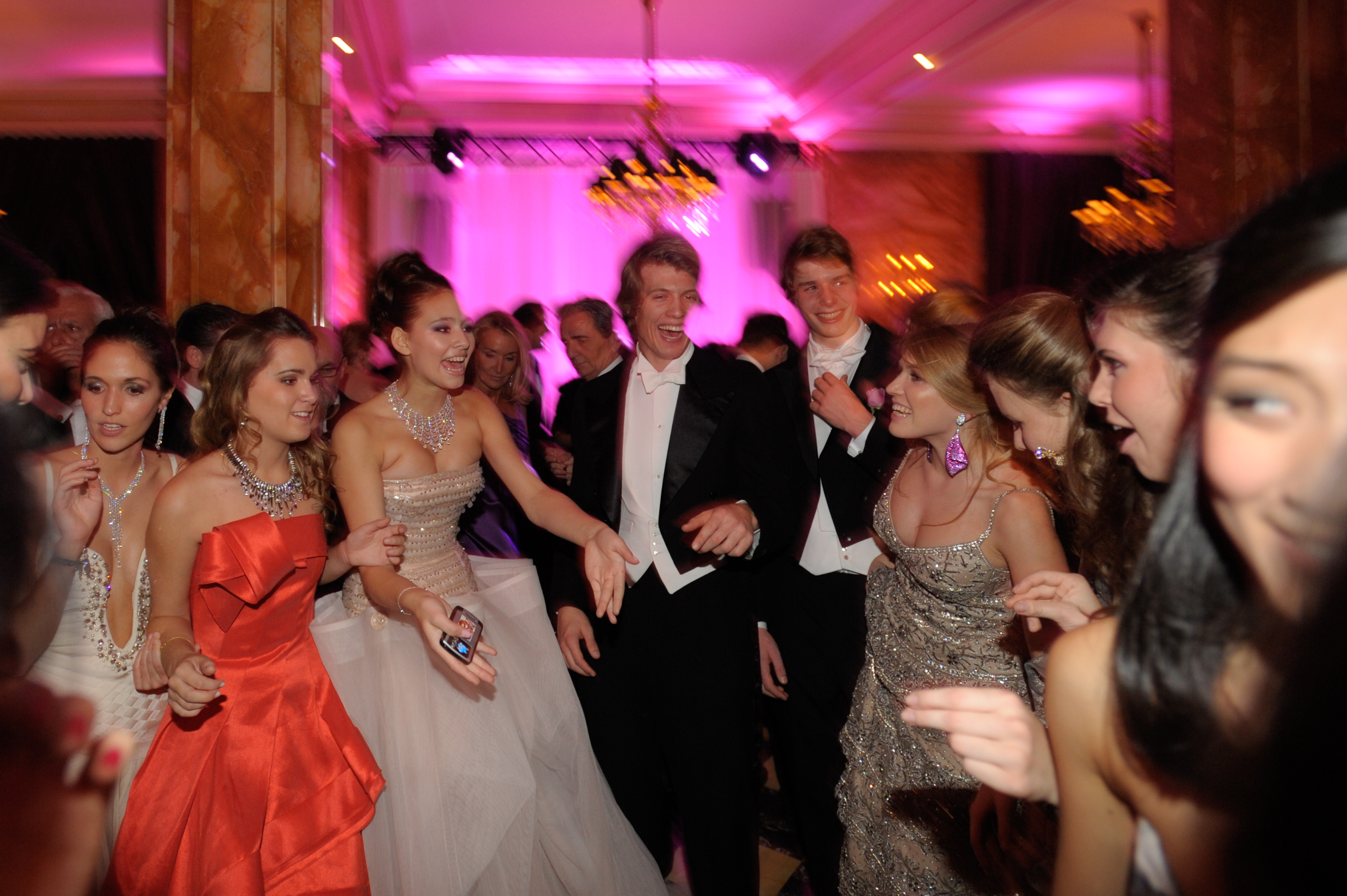
Las debutantes bailan y charlan en el baile de 2009 en el Hotel Crillon.

Desde 2005, cada año una debutante abre el baile con un vals. 
- 2005: Bianca Brandolini d'Adda con el maestro de ceremonias, el príncipe Charles-Philippe d'Orléans[29]
- 2006: Xiaodan Chen con Stéphane Bern[30][31]
- 2007: Maria Abou Nader con Stéphane Bern[32]

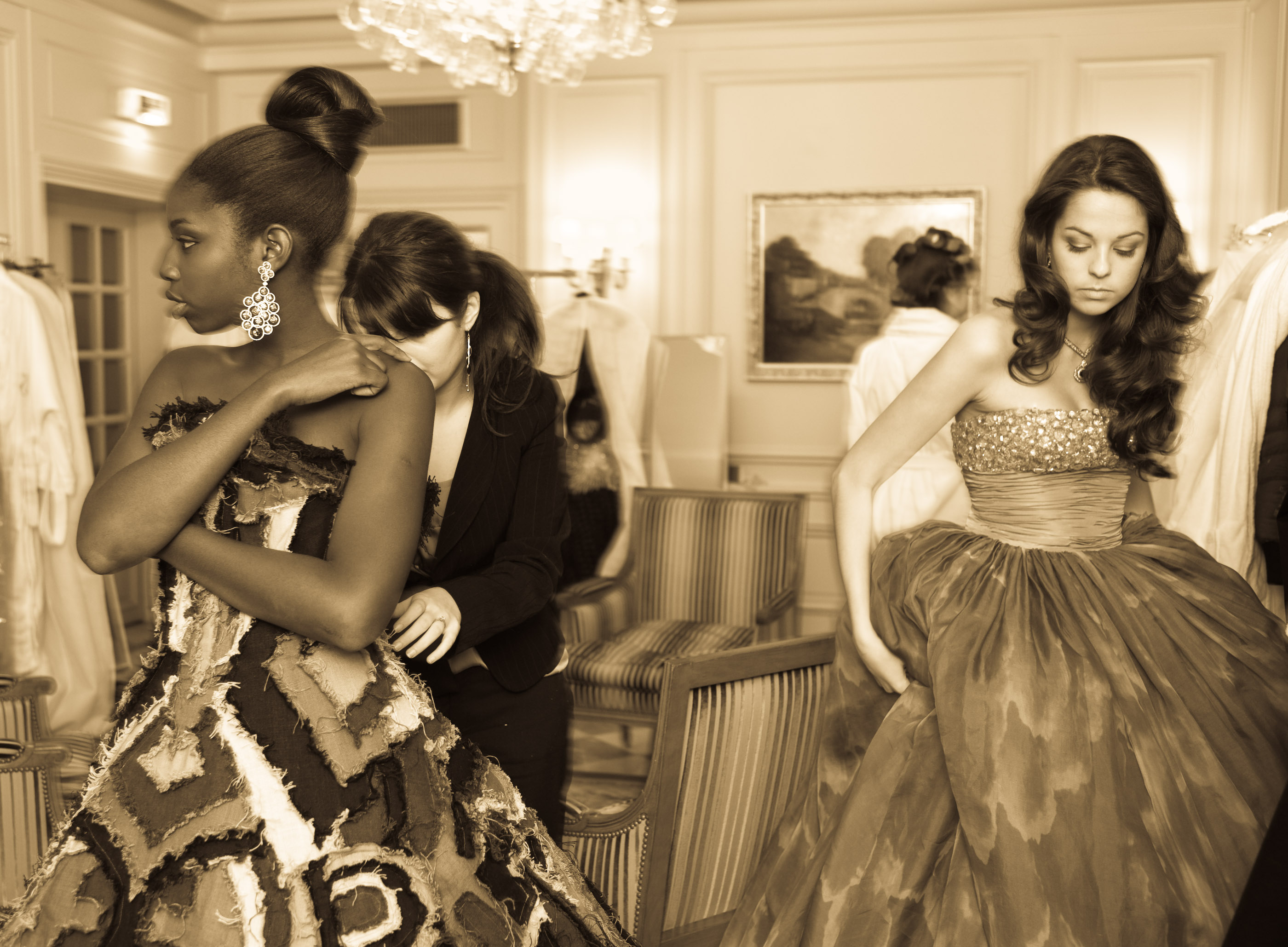
Deb Sokhna N'dour preparándose para Le Bal en 2008

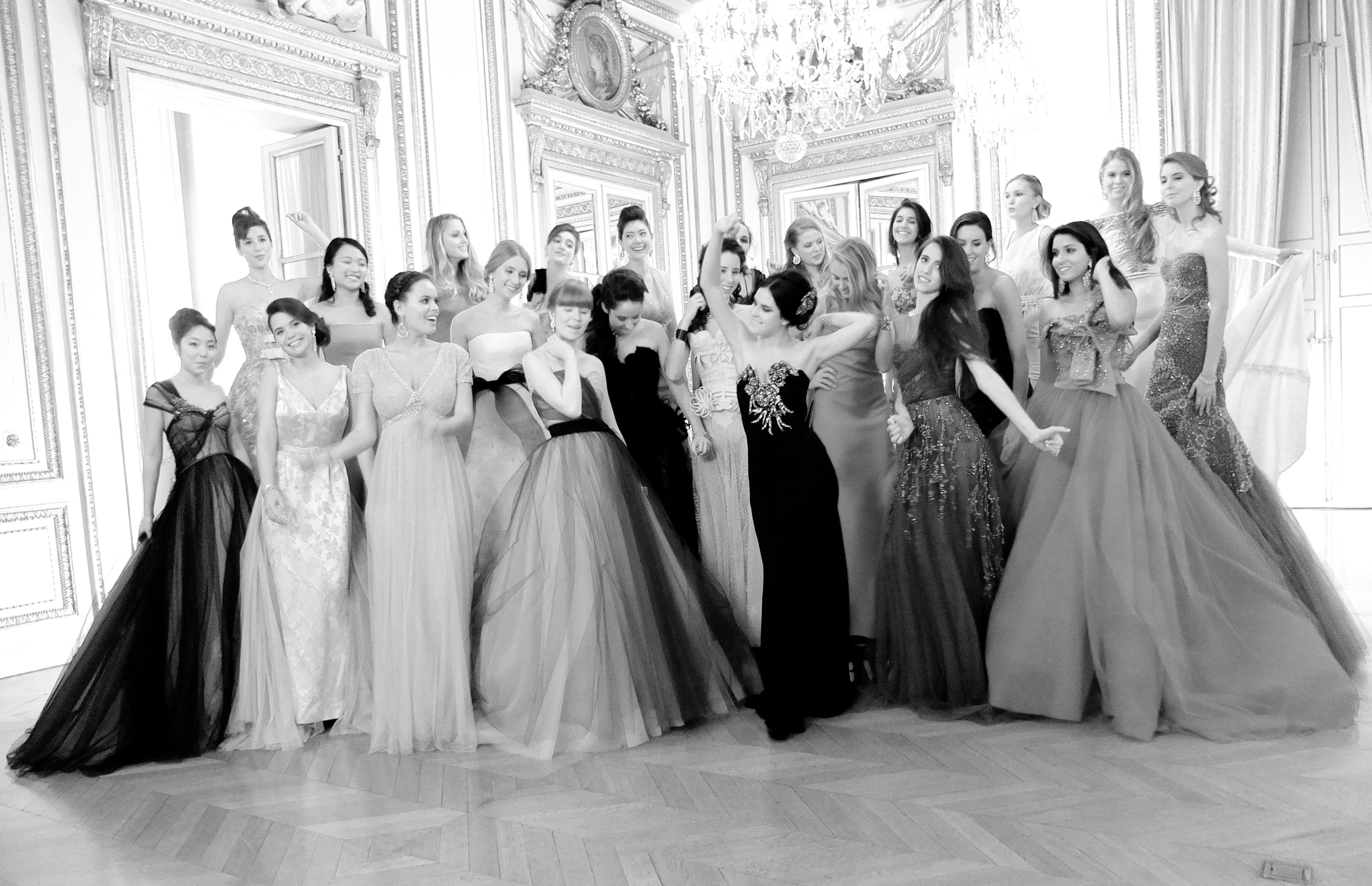
Fotografía de las debutantes de 2011 en le Bal

- Deb Sokhna N'dour preparándose para Le Bal en 2008  Fotografía de las debutantes de 2011 en le Bal2008: Bruce Willis y Alain Delon abrieron Le Bal con sus respectivas hijas: Scout Larue Willis con un vestido de Lacroix Haute Couture y Anouchka Delon con uno de Elie Saab Haute Couture, al son del vals de la película Il Gattopardo, de Luchino Visconti[33]
- 2009: Autumn Whitaker con Forest Whitaker, y Jasmine Li con Stéphane Bern[34]
- 2011: Tallulah Willis con Bruce Willis[cita requerida]
- 2012: Sophia Rose Stallone vestida de Elie Saab Haute Counture con Sylvester Stallone[35]
- 2014: la princesa Isabel de Borbón-Parma, vestida por Alexis Mabille Haute Couture en compañía del príncipe Carlos Emmanuel de Borbón-Parma[36][37]
- 2015: Iman Perez con Vincent Perez[38][39] y la condesa Gloria de Limburg-Stirum con el conde Thierry de Limburg-Stirum[39]
- 2016: la condesa Angélique de Limburg-Stirum y su padre Thierry de Limburg-Stirum abrieron el baile,[40] seguidos por Yu Hang[41] y Elle Beatty.[cita requerida]
- 2017: Ava Philippe, hija de Reese Witherspoon, ataviada de Giambattista Valli Haute Couture bailó con su acompañante, el marajá Padmanabh Singh de Jaipur al son de una canción de la película La La Land .[42]
- 2018: True Whitaker y su padre Forest Whitaker abrieron Le Bal, junto con Annabel Yao y su caballero Jean de Croÿ-Solre y Gabrielle de Pourtalès y Stéphane Bern.[cita requerida]
- 2019: la hija del actor francés Jean-Paul Belmondo, Stella Belmondo, abrió Le Bal con Stéphane Bern,[43] seguida de Shanaya Kapoor[44] y las gemelas Iglesias Victoria y Cristina.[cita requerida]
- 2022: la princesa real francesa Elena de Orleans abrió Le Bal con su padre, el duque de Chartres, seguida de Wenhao Cai y su padre, el artista chino Cai Guo-Qiang y Leah Behn, la hija de la princesa real Marta Luisa de Noruega y Stéphane Bern.[45]

Tras este baile de apertura, hay un vals con todos los padres y debutantes. Luego, los padres entregan a las hijas a los caballeros, y lo que sigue el vals es música contemporánea de un grupo en directo. Las debutantes devuelven los vestidos y las joyas y terminan la velada en una discoteca con sus acompañantes.

## Cobertura mediática
Los medios suelen hacer hincapié en el caché y la elegancia del evento.  Se ha dicho, por ejemplo, que «Le Bal ha conseguido mantener su carácter exclusivo; participan en él los mejores diseñadores, y nunca se han sacado fotografías vulgares de las debutantes».